# Гудельман, Йосеф
Йо́сеф Гу́дельман (идиш יוסף גודלמאַן‎ — Йойсеф Гудлман; 7 декабря 1862, Атаки, Сорокский уезд, Бессарабская область — 17 декабря 1947, Нью-Йорк) — еврейский педагог, переводчик и поэт. Отец литератора и художника Герша Гудельмана.

## Биография
В 1878 году окончил государственную русскую школу. Работал учителем в Единцах (Хотинский уезд). В 1883—1886 годах служил в Русской армии. После демобилизации учительствовал в Меджибоже (Летичевский уезд Подольской губернии), где женился на Молке Фателес (англ. Mollie Goodelman, 1865—1947). В 1893 году открыл частную русскую школу в Атаках, был её директором до 1906 года, преподавал русский язык. В 1906 году эмигрировал с женой и детьми в Америку, где годом ранее поселились три его сына — Исрул-Мортхе (впоследствии педагог и детский писатель), Арн (скульптор и книжный график) и Эрш (редактор, поэт и писатель-сатирик). Был секретарём профзоюза работников пекарен.
Литературную деятельность начал в конце XIX века, публиковал поэзию на идише в различных периодических изданиях России. Продолжил публиковать стихи после эмиграции в Америку, в 1911—1917 годах опубликовал в нью-йоркской газете «Фрайе арбетер штиме» (свободный рабочий голос) ряд переводов из русской поэзии. Отдельной книгой вышел его перевод поэмы М. Ю. Лермонтова «Демон» (1923).

## Публикации
- דעמאָן (демон). Поэма М. Ю. Лермонтова. Перевод И. Гудельмана. Вильно, 1923.